# Traité de Joinville
Pour les articles homonymes, voir Joinville.

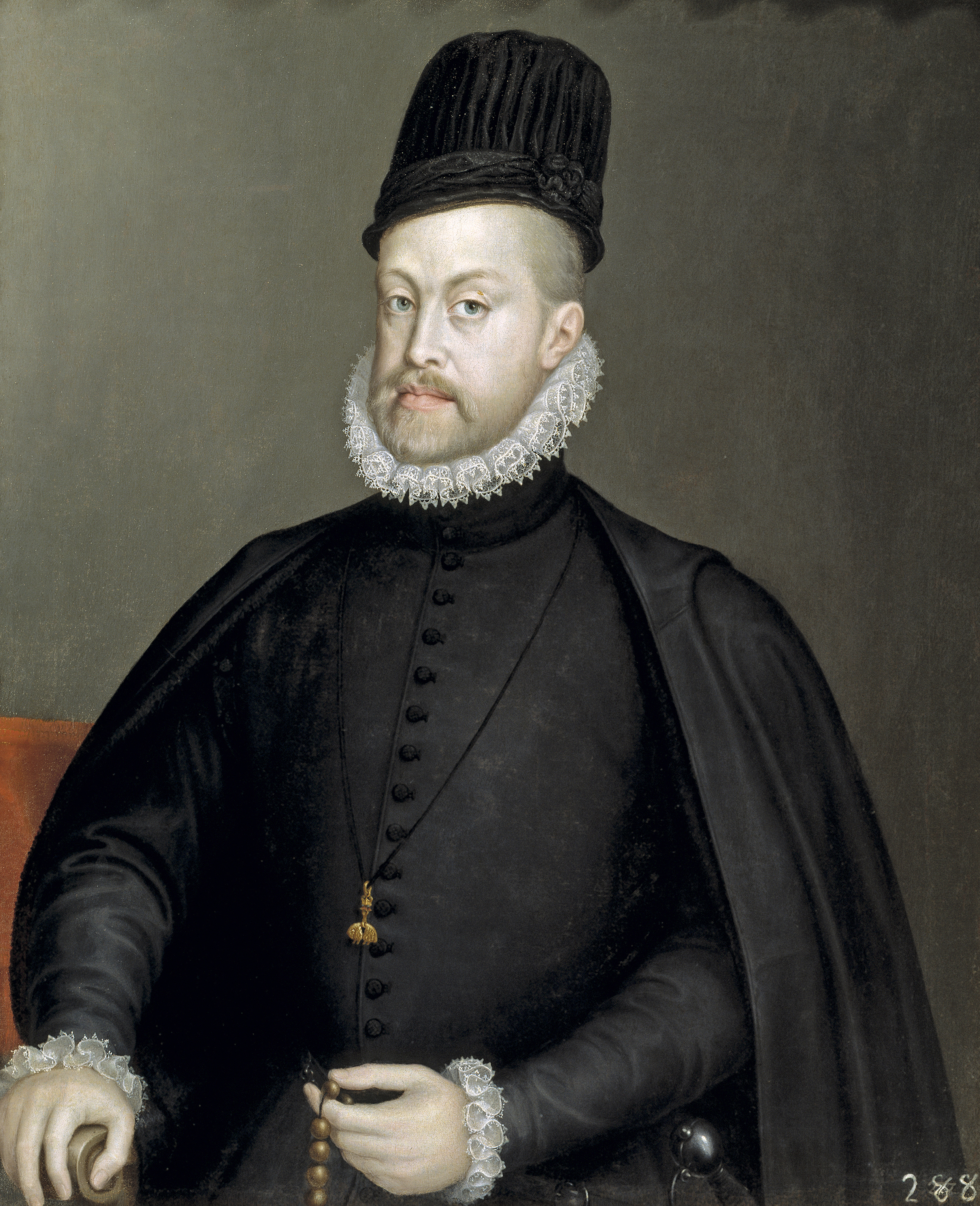
Portrait de Philippe II d'Espagne par la peintre italienne Sofonisba Anguissola.

Le traité de Joinville est signé à Joinville le 31 décembre 1584 (ou le 17 janvier 1585 selon les sources), entre les Guise et les représentants du roi Philippe II d'Espagne.
Ce traité se place dans le contexte des guerres de religion en France (entre la septième et la huitième) et de la crise de la succession, qui s'est posée dès la mort du dernier frère du roi Henri III, François d'Alençon. L'application de la loi salique désigne en effet le protestant Henri de Navarre comme successeur à la couronne.
Le traité désigne alors le cardinal de Bourbon comme successeur d'Henri III à la couronne de France. Ce traité se place donc dans la continuité du soutien apporté par le roi d'Espagne aux ligues catholiques, qui refusent Henri de Navarre comme successeur. Philippe II  promet ainsi de payer 600 000 écus par an à la Sainte-Ligue, qui s'engage à le soutenir dans son combat contre les Provinces-Unies.